# Crossyne guttata
Crossyne guttata är en amaryllisväxtart som först beskrevs av Carl von Linné, och fick sitt nu gällande namn av D.Müll.-doblies och U.Müll.-doblies. Crossyne guttata ingår i släktet Crossyne, och familjen amaryllisväxter. Inga underarter finns listade i Catalogue of Life.